# Valentina Teresjkova
Valentina Vladimirovna Teresjkova (russisk: Валенти́на Влади́мировна Терешко́ва; født 6. marts 1937) er en pensioneret sovjetisk kosmonaut og ingeniør. Hun har været indvalgt i Statsdumaen ved partiet Det Forenede Rusland siden 2011. Teresjkova var den første kvinde, der fløj i verdensrummet, da hun tog på rumfærd med Vostok 6 den 16. juni 1963.

## Opvækst
Teresjkova blev født ind i en familie, hvor faderen, Vladimir Teresjkov, var bonde, men mistede livet i tjeneste for Den Røde Hær under Vinterkrigen, da Teresjkova var blot 2 år. Moderen opdrog derefter Teresjkova og hendes to søskende egenhændigt, alt imens hun arbejdede på et bomuldsspinderi. Teresjkova kom selv til at arbejde på selvsamme fabrik fra attenårsalderen.
I fritiden fandt hun i en tidlig alder interesse for faldskærmsudspring. Interessen for luftsport udfoldede sig i den lokale aeroklub, hvor hun havde sit første udspring i en alder af 22 år, og som amatør foretog hun mindst 126 udspring. Samtidigt indrulleredes hun i det sovjetiske ungdomspolitiske parti, Komsomol.

## Den første kvinde i verdensrummet

### Udvælgelse og træningsforløb
I 1962 blev Teresjkova udvalgt som kandidat til at være kosmonaut ved Sovjetunionens rumprogram for kvinder, hvor hun var én ud af fem kandidater fra mere end 400 ansøgere. De udvalgte kvinder til rumprogrammet var Tatjana Kusnetsova,  Irina Solovjova (russisk: Ирина Баяновна Соловьёва), Sjanna Jorkina (russisk: Жанна Дмитриевна Ёркина), Valentina Ponomarjova (russisk: Валентина Леонидовна Пономарёва) og Teresjkova. Teresjkovas erfaring med faldskærmsudspring blev et springende punkt i forbindelse med udvælgelsen, da gode og præcise evner udi udspring var vigtigt. Årsagen dertil var, at programmets type af rumkapsel var konstrueret således, at kosmonauten ved tilbagevenden fra kosmos var nødsaget til og instrueret i at skulle kastes ud af kapslen, mens denne stadig var på himlen. I forbindelse med udvælgelsesprocessen skulle Nikita Khrusjtjov, den sovjetiske leder som havde autoriseret rumprogrammet, desuden i særdeleshed have fundet Teresjkova interessant som repræsentant for Den Sovjetiske Union, idet hendes baggrund gjorde, at hun kunne fremføres som en jævn, socialistisk kvinde, som, under socialismen, kunne opnå at drage mod verdensrummet.
Træningsforløbet var identisk med forudgående mandlige, sovjetiske kosmonauters. Angående det teoretiske aspekt, udgjordes dette af intensive instruktioner i raketteknologi, astronomi og navigationsteknikker. Den fysiske optræning indebar blandt andet træning i vægtløs tilstand og faldskærmsudspring.

### Teresjkovas rumfærd
Den 16. juni 1963 blev Teresjkova sendt ud i rummet med Vostok 6. Dermed blev hun den første kvinde i verdenshistorien til at befinde sig i det ydre rum. Opsendelsen var en del af et Vostok dobbeltprogram, hvor Vostok 6, med Teresjkova ombord, og Vostok 5, med kosmonauten Valerij Bykovskij ombord, samtidigt var i kosmos. De to fartøjer havde forskellige kredsløb, men på et tidspunkt var de blot tre mil fra hinanden, hvilket gjorde det muligt for de to kosmonauter kort at kommunikere. Dette blev anden gang i rumfartshistorien, at to kosmonauter har kommunikeret, mens de begge har befundet sig i kosmos.
Der forekom komplikationer i forbindelse med rumfærden, da en bremsemekanisme var fejlprogrammeret. Dette var en teknisk fejl, som kunne have fået fatale konsekvenser, da fartøjet ikke havde været i stand til at vende tilbage til Jorden, hvis det ikke var blevet justeret. Teresjkova bemærkede imidlertid dette forholdsvist hurtigt, hvorfor hun fejlmeldte til kontrolcentret, som gav hende nye data, der korrigerede fejlprogrammeringen.
Den 19. juni, efter 2 dage, 22 timer og 50 minutter i rummet, ramte Vostok 6 atmosfæren og Teresjkova skød sig ud med katapultsæde, hvorpå hun succesfuldt, endog i kraftig vind, svævede i faldskærm ned mod jorden. Hun landede ved søen Kulundinskoje (russisk: Кулундинское озеро), i et territorium ved Republikken Altaj.
Selvom der var planer om at sende flere kvinder i kredsløb blev ingen andre fra Teresjkovas gruppe sendt op. Der gik 19 år før den næste kvinde, Svetlana Savitskaja, fløj i rummet. Efter Ruslands overtagelse af Sovjetunionens rumprogram har kun to russiske kvinder – Jelena Kondakova og Jelena Serova – fløjet i rummet.

## Uddannelse
Efter rumflyvningen studerede hun til ingeniør og blev kosmonautingeniør i 1969.

## Sovjetisk politisk karriere
Den historiske rumfærd vandt Teresjkova vid berømmelse, hvorpå hun skabte en politisk karriere. Fra 1966 til 1974 var hun medlem af den Øverste Sovjet, fra 1974 til 1989 var hun medlem af Præsidiet for den Øverste Sovjet og fra 1969 til 1991 var hun medlem af Centralkomiteen for det kommunistiske parti.
Hun bestred desuden en række politiske formandsposter, deriblandt ved Den Sovjetiske Kvindekomite, Præsidiet over Sovjetunionens Selskab for Venskab og Kulturelle Relationer med Udenlandske Lande, Det Russiske Center for International Videnskabeligt og Kulturelt Samarbejde. Hun var tillige vicepræsident for Kvindernes Internationale Demokratiske Føderation. Dette fik den betydning, at Teresjkova i kraft af forskellige embeder ofte var repræsentant ved internationale begivenheder.

## Politisk karriere efter Sovjettiden
Da Sovjetunionen opløstes, mistede Teresjkova sine politiske poster. Hendes generelle popularitet mindskedes dog ikke af den grund. Siden 2011 har Teresjkova været indvalgt i Dumaen ved partiet Forenet Rusland.

## Privatliv
Den 3. november 1963 giftede hun sig med kosmonautkollegaen Andrian Nikolajev fra Vostok 3 (1929–2004), angiveligt under pres fra Nikita Khrusjtjov som en pr-begivenhed. Hun fødte deres datter Elena i 1964 men de blev skilt i 1982, selvom ægteskabet faldt sammen længe forinden. Hendes anden mand, dr. Sjaposjnikov, døde i 1999.